# National Collegiate Hockey Conference
La National Collegiate Hockey Conference, más comúnmente conocida como NCHC, es una conferencia dedicada únicamente al deporte del hockey sobre hielo, de la División I de la NCAA cuyos miembros están localizados mayormente en los Grandes Lagos. Tiene su sede en Colorado Springs, Colorado. Fue creada en 2011, pero empezó a competir en 2013.

## Miembros
| Institución                        | Ciudad                     | Fundado | Anterior conf. | Tipo    | Alumnos | Apodo          | Colores               | Camp. | Año de unión | Conf. primaria      |
| ---------------------------------- | -------------------------- | ------- | -------------- | ------- | ------- | -------------- | --------------------- | ----- | ------------ | ------------------- |
| Universidad Estatal de Arizona     | Tempe, Arizona             | 1885    | Independiente  | Pública | 57.588  | Sun Devils     | Granate y Oro         | 0     | 2024         | Big 12              |
| Colorado College                   | Colorado Springs, Colorado | 1874    | WCHA           | Private | 1,950   | Tigers         | Dorado y Negro        | 2     | 2013         | SCAC (D-III)        |
| Universidad de Denver              | Denver, Colorado           | 1864    | WCHA           | Privada | 11.842  | Pioneers       | Granate y Dorado      | 7     | 2013         | Summit League       |
| Universidad Miami                  | Oxford, Ohio               | 1809    | CCHA           | Pública | 15.726  | RedHawks       | Rojo y Blanco         | 0     | 2013         | MAC                 |
| Universidad de Minnesota Duluth    | Duluth, Minnesota          | 1902    | WCHA           | Pública | 10.500  | Bulldogs       | Granate y Dorado      | 1     | 2013         | Northern Sun (D-II) |
| Universidad de Nebraska Omaha      | Omaha, Nebraska            | 1908    | WCHA           | Pública | 14.903  | Mavericks      | Carmesí y Negro       | 0     | 2013         | Summit League       |
| Universidad de Dakota del Norte    | Grand Forks, North Dakota  | 1883    | WCHA           | Pública | 15.250  | Fighting Hawks | Verde, Negro y Blanco | 7     | 2013         | Summit League       |
| Universidad Estatal de St. Cloud   | St. Cloud, Minnesota       | 1869    | WCHA           | Pública | 17.073  | Huskies        | Cardenaly Negro       | 0     | 2013         | Northern Sun (D-II) |
| Universidad de Míchigan Occidental | Kalamazoo, Míchigan        | 1903    | CCHA           | Pública | 25.045  | Broncos        | Marrón y Dorado       | 0     | 2013         | MAC                 |

### Futuro miembro
| Institución               | Ciudad                | Fundado | Conf. actual | Tipo    | Alumnos | Apodo   | Colores          | Año de unión | Conf. primaria |
| ------------------------- | --------------------- | ------- | ------------ | ------- | ------- | ------- | ---------------- | ------------ | -------------- |
| Universidad de St. Thomas | Saint Paul, Minnesota | 1885    | CCHA         | Privada | 9.878   | Tommies | Púrpura y Blanco | 2026         | Summit League  |

## Campeonatos
| Temporada | Temporada regular   | Torneo                |
| --------- | ------------------- | --------------------- |
| 2013–14   | St. Cloud State     | Denver                |
| 2014–15   | North Dakota        | Miami                 |
| 2015–16   | North Dakota        | St. Cloud State       |
| 2016–17   | Denver              | Minnesota–Duluth      |
| 2017–18   | St. Cloud State     | Denver                |
| 2018–19   | St. Cloud State     | Minnesota–Duluth      |
| 2019–20   | North Dakota        | Sin torneo (COVID-19) |
| 2020–21   | North Dakota        | North Dakota          |
| 2021–22   | Denver North Dakota | Minnesota–Duluth      |
| 2022–23   | Denver              | St. Cloud State       |
| 2023–24   | North Dakota        | Denver                |